# Miranovac
Miranovac (cyr. Мирановац) – wieś w Serbii, w okręgu pirockim, w gminie Bela Palanka. W 2011 roku liczyła 12 mieszkańców.